# 买买提明·阿不都艾尼
买买提明・阿不都艾尼（1975年4月—），新疆于田人，维吾尔族，中国共产党党员。中华人民共和国政治人物、第十三届全国人民代表大会新疆地区代表。

## 生平
2018年2月24日，当选为第十三届全国人大代表。